# Joyas de la Corona de España

Actual representación de la corona real española. No existe como objeto físico.

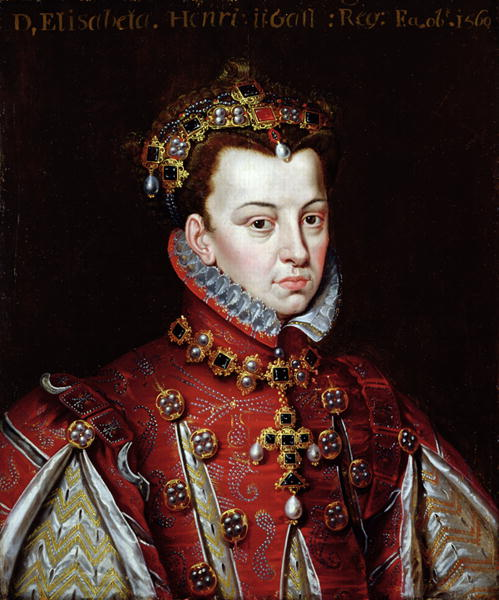
Isabel de Valois luciendo varias de las joyas de la Corona de España, por Alonso Sánchez Coello.

Las joyas de la Corona de España fueron las joyas vinculadas a la Corona de España. Debido al incendio del Alcázar de Madrid, a la Guerra de la Independencia y al devenir histórico de la España del siglo XIX muchas joyas están dispersas o definitivamente se han perdido.

## Historia
Desde la Edad Media, fue costumbre usar el término joya o alhaja para designar no solo joyas propiamente dichas sino también muebles, objetos de decoración e incluso propiedades y predios. Sin embargo, excluyendo este último significado, las joyas de la Corona podían clasificarse en tres grandes grupos:
- los objetos litúrgicos como crucifijos o relicarios situados en las capillas reales.
- las coronas, cetros, vajillas, platerías y muebles contenidos en los palacios reales.
- las joyas personales de los soberanos, es decir, relojes, pulseras, collares, condecoraciones, etc.

### Las joyas de los reyes medievales
Pocas joyas de los reinos peninsulares de la Reconquista han llegado hasta nosotros, en la mayoría de los casos se trata de objetos descubiertos en sepulturas o guardados en tesoros eclesiásticos.
La llamada corona de Sancho IV de Castilla, que también perteneció a Alfonso X, apareció en 1959 al abrir su tumba. Se trata de una corona mural compuesta por ocho placas de oro sobre la cuales hay incrustados camafeos antiguos. Tras una exhibición temporal en el Museo Arqueológico Nacional, ha vuelto al Museo de Tapices, Textil y Orfebrería de la catedral de Toledo, en el cual se expone desde 2014.
La corona y el cetro de Isabel la Católica se encuentran en la Capilla Real de Granada, ambos son de plata sobredorada y de estilo gótico. La corona tiene 14 centímetros de diámetro y destaca por una gran sencillez. Presenta un aro inferior liso y una parte superior calada con tallos entrelazados, granadas y hojas. El cetro mide un metro y tiene un remate superior con forma romboidal con un cilindro central, además de adornos de hojas superpuestas. En el mismo lugar se encuentran un espejo, una arqueta y varios relicarios pertenecientes a la reina, además de la espada de Fernando el Católico.

### Las joyas del Sacro Imperio Romano Germánico
Carlos I de España reinó en España y también en el Sacro Imperio Romano Germánico como emperador Carlos V. Su hijo, Felipe II, si bien ostentaría un imperio, no tendría el título de Emperador propiamente dicho, que fue a parar a Fernando I de Habsburgo. En cualquier caso, a Carlos V correspondieron las dignidades del tesoro del Sacro Imperio, que fueron unas de las más ricas de Europa y que, tras un histórico periplo por el Viejo Continente de sus piezas, se encuentran custodiadas hoy en el Museo de Historia del Arte de Viena. El tesoro estaba guardado en instituciones consideradas "públicas" y era sacado y colocado al Emperador cuando las ocasiones lo requerían. A finales de la Edad Media Federico III de Habsburgo quiso tener la propiedad privada de las joyas pero la ciudad de Núremberg no lo permitió.
La Corona del Sacro Imperio se dice que es de los tiempos de Carlomagno, si bien es de un siglo y medio después. Ésta sólo era lucida por el emperador en el momento de la coronación, que podía ocurrir en Roma o en Aquisgrán, siendo este último lugar donde aconteció la ceremonia de coronación de Carlos V el 23 de octubre de 1530, más tarde empezaría a realizarse en la Catedral de Núremberg. Se cree que durante dicha coronación Carlos usó una capa pluvial, que donó a la iglesia de Santiago de Sevilla y que hoy se conserva en la catedral de la misma ciudad.

### Las joyas de los Austrias

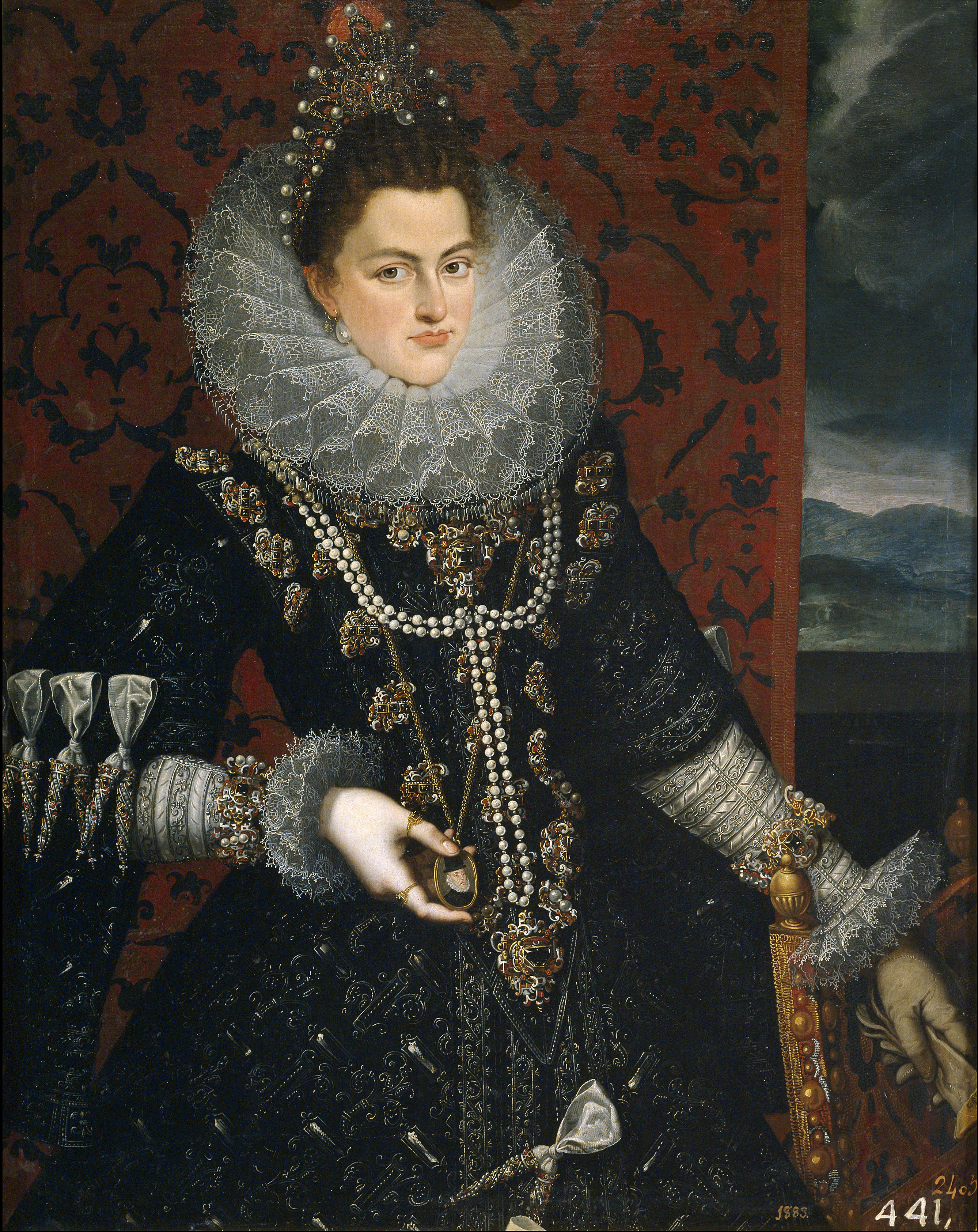
Isabel Clara Eugenia, hija de Felipe II, portando joyas del Joyel Rico

Bajo los soberanos de la casa de Austria, las alhajas podían vincularse o no a la Corona, esto, por lo general se recogía en los testamentos. Si las joyas se vinculaban, debían pasar inmediatamente al siguiente soberano y no podían ser vendidas ni repartidas. Si, por el contrario no estaban vinculadas, el soberano podía disponer de ellas, venderlas y darlas en herencia a quien deseara.
Carlos I, por ejemplo, encargó a su hijo Felipe II que comprara varias joyas, muebles y tapices que habían heredado sus hermanas y que las vinculara a la institución. Este último vinculó a la Corona un relicario de oro en forma de flor de lis que perteneció a los duques de Borgoña, el crucifijo de su padre y seis cuernos "de unicornio". Felipe IV, por su parte, vinculó gran parte de los objetos contenidos en el Real Alcázar, es decir, cuadros, tapices, bufetes, vasos de pórfido. Carlos II siguió el ejemplo de su padre, incorporando más objetos de otros palacios reales, además de los ya citados relicario y la cruz que habían tenido en sus manos al morir Carlos I y Felipe II.
Dos de las piezas más famosas de las joyas reales de la época estaban montadas en el llamado Joyel Rico de los Austrias, formado por la perla Peregrina y el diamante El Estanque. La perla Peregrina ha sido objeto de muchas especulaciones, considerándosela perdida y recuperada en varias ocasiones desde ese momento.

### Las joyas de los primeros Borbones
Los primeros soberanos de la Casa de Borbón siguieron esta política de vinculación de bienes a la Corona. Felipe V vinculó su valiosa colección de cuadros de La Granja así como el Tesoro del Delfín heredado de su padre, sin embargo, dejó a su viuda, Isabel de Farnesio, las joyas que había comprado. Precisamente para su boda en 1715, la soberana había recibido regalos de los virreinatos españoles, entre ellos un gran diamante azul en forma de pera que la reina legó a su hijo menor Felipe de Parma y que fue subastado en 2018.
Durante el reinado de Felipe V se produjo una de las mayores pérdidas de las colecciones de alhajas reales. En la víspera de Navidad de 1734, un número indeterminado de joyas, muebles y pinturas fueron destruidos en el incendio del Alcázar de Madrid, aunque la parte más importante se salvó, centrándose los daños en las joyas que se encontraban en la Real Capilla.
Carlos III también vinculó los bienes que había adquirido a la Corona, a excepción de algunas joyas dadas a los príncipes de Asturias, a los reyes de Nápoles y a la infanta Carlota Joaquina.
Carlos IV y María Luisa de Parma, por su parte, entregaron en 1808, las Joyas de la Corona a su hijo Fernando y partieron al exilio solo con sus joyas personales, parte de las cuales fueron vendidas en Marsella para sufragar sus gastos. En 1817, desde el palacio Barberini de Roma, y ante la insistencia de su hijo, la reina María Luisa accedió a redactar una inventario de las joyas que aún poseía. Tras su muerte en 1821, las joyas fueron enviadas a Madrid y repartidas entre sus herederos ya que ninguna formaba parte de las Joyas de la Corona.

### El expolio francés
La mayor pérdida en la historia de las joyas de la Corona se produjo durante la Guerra de la Independencia, bajo el breve reinado de José I. Poco después de la entrada de las tropas francesas en Madrid, Juan Fulgosio, jefe del Guardarropa Real, realizó un inventario de las joyas de la Corona, fechado el 8 de mayo de 1808. Se tasaron todas por un valor de 22.105.308 millones de reales. Los joyas contenidas en el inventario fueron entregadas a Francisco Cabarrús, no sin antes proceder a desengarzar las piedras preciosas, siguiendo las órdenes de Murat.
Desde Bayona, el rey Carlos IV autorizó el traslado de las joyas de la Corona a Francia con el fin que sirvieran de aval para un préstamo de 25 millones de francos que el Banco de Francia haría a la Hacienda española. Las joyas debieron abandonar España a finales de verano de ese año. Un segundo inventario del 30 de julio y conservado en los Archivos Nacionales franceses indica que las joyas fueron entregadas en París a Julia Clary, consorte del rey José Bonaparte. Con la segunda entrada de los franceses en Madrid en diciembre de 1808, las autoridades napoleónicas se llevaron el resto de joyas de la Corona que quedaban en el Palacio Real, además de las joyas privadas de varios miembros de la familia real y la vajilla de plata de Manuel Godoy.
En 1811, ante la profunda falta de fondos que asolaba el ejército francés, José Bonaparte procedió a la venta del resto de objetos de valor que se encontraban en el Palacio Real de Madrid: las platerías y los objetos preciosos de la Capilla Real.
Desde entonces no hubo joyas vinculadas a la Corona española.

### Las joyas fernandinas

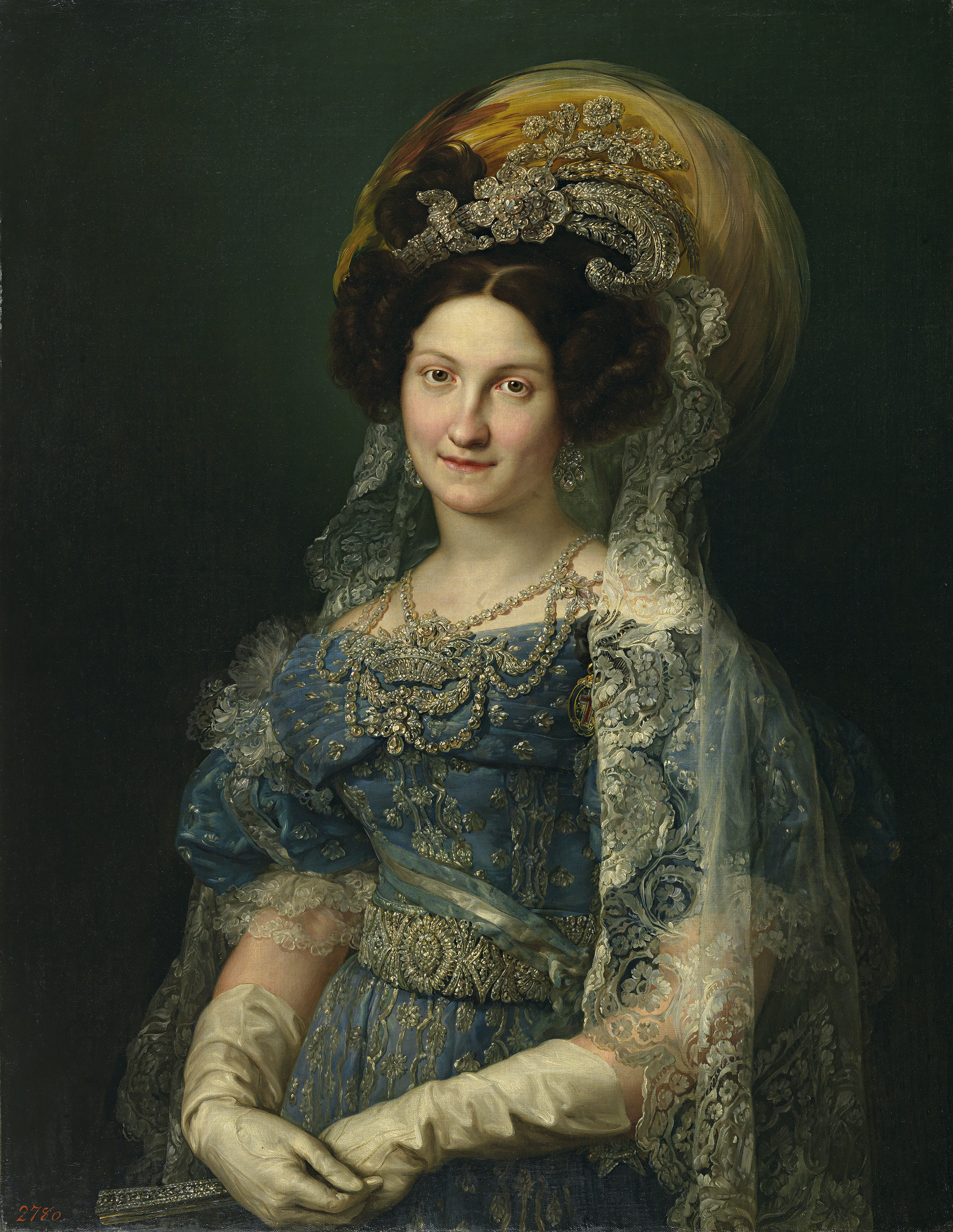
Las joyas de la reina María Cristina de Borbón.

Durante el reinado de Fernando VII, se compusieron suntuosos ajuares de joyas para sus distintas esposas. Además, se encargaron juegos de tocador, vajillas y objetos litúrgicos nuevos, todo ello con objeto de paliar el expolio francés y volver a rodear a la corte neo-absolutista del brillo de antaño. Los numerosos retratos pintados por Vicente López Portaña permiten apreciar los suntuosos aderezos de las reinas consortes María Josefa Amalia de Sajonia y María Cristina de Borbón-Dos Sicilias y de la infanta Luisa Carlota de Borbón Dos-Sicilias.
Asimismo, para el carnaval de 1829, tanto la reina María Josefa Amalia como la infanta Luisa Carlota encargaron un disfraz "turco" en el que se habían cosido varias joyas, notablemente varias aigrettes (penachos o broches para el pelo) en el sombrero.
Antes de fallecer en 1833, Fernando VII quiso hacer unos inventarios con todos los muebles, enseres y joyas contenidos en los palacios reales. Al modo del Antiguo Régimen, en dichos inventarios se habrían especificado aquellos bienes que permanecerían vinculados a la Corona y aquellos de libre disposición. Sin embargo, los inventarios nunca se encontraron y no se supo si su viuda María Cristina los hizo desaparecer o nunca fueron redactados. Cuando la regente tuvo que partir al exilio a París en 1840 y el general Espartero subió al poder, el nuevo intendente del Patrimonio se encontró setecientos estuches de joyas vacíos, presuntamente se los había llevado María Cristina.
La exregente se defendió afirmando que el propio Fernando VII le había indicado que "todas las alhajas fueron robadas por los franceses" y que las joyas presentes las había comprado él o heredado de su madre. En 1858, desde su exilio en París, la reina María Cristina entregó a sus dos hijas, Isabel II y la infanta Luisa Fernanda más de doscientas joyas, valoradas en un total de 58.155.800 millones de reales, el resto se vendió en 1879 en el Hôtel Drouot.

### Las joyas de Isabel II
La reina Isabel II mostró una predilección particular por las joyas, con las que se hizo retratar frecuentemente. A lo largo de su reinado (1833-1868), encargó y compró abundantes cantidades de joyas a los artífices más destacados del momento, ya fueran españoles, como Narciso Soria, Félix Samper, Manuel de Diego y Elvira o Celestino Ansorena; o extranjeros, como Carlos Pizzala, Hunt&Roskell, Lemonnier o Dumoret. Asimismo, la reina también recibió como regalo de bodas algunas joyas perteneciente a la infanta Luisa Carlota, su suegra, y, en 1858, su madre le entregó más de cien joyas que se había llevado a su exilio parisino.
Además de los tradicionales collares, tiaras, diademas y broches, las joyas que poseyó la soberana incluyeron gran variedad de piezas, muestra de las distintas tipologías de joyas de la época:
- sautoir: largo collar de perlas.
- rivière: collar de piedras preciosas en tamaño descendente.
- degradé: collar de perlas en tamaño descendiente.
- chocker: gargantilla ajustada.
- poissarde: pendientes en forma de aro.
- stomacher: peto enjoyados.
- sevigné: broche en forma de lazo.
- ferronière: diadema o banda colocada sobre la frente.
- bandeau: diadema en forma de banda.

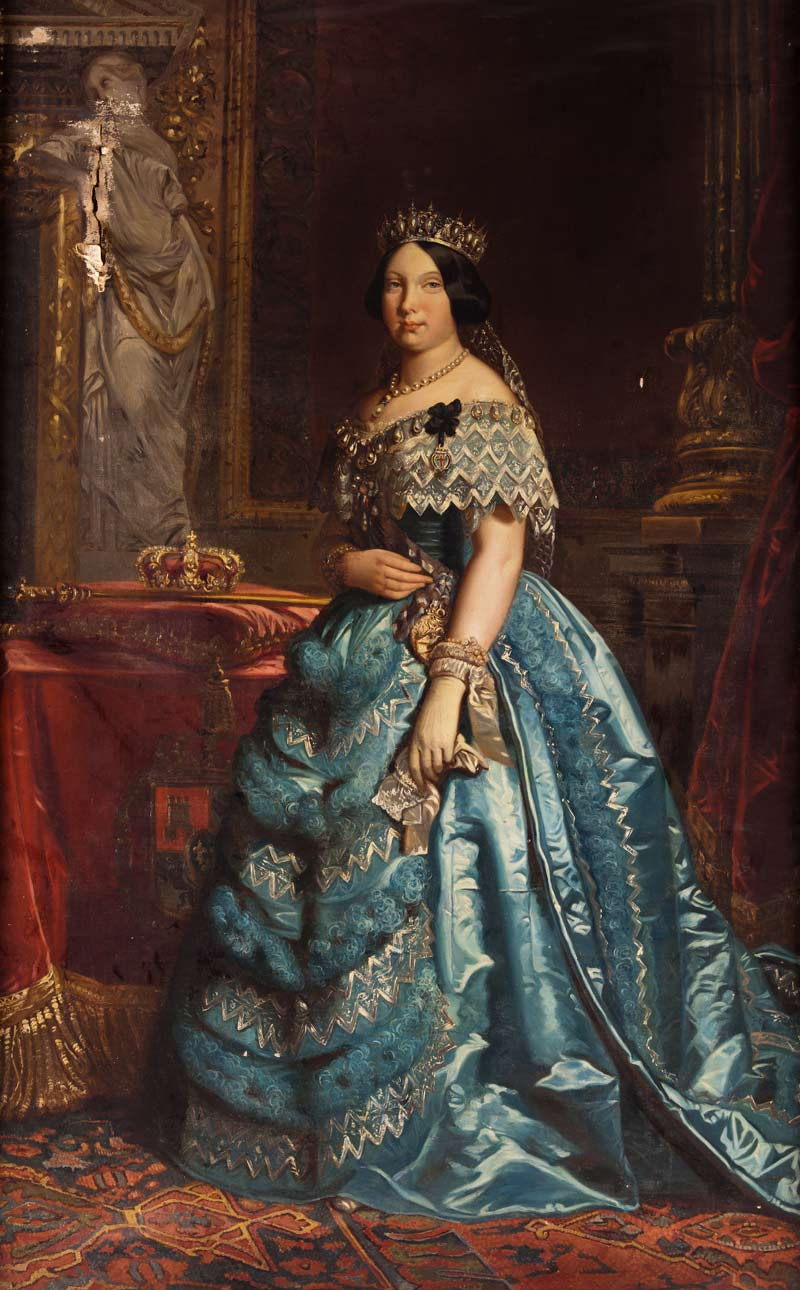
Isabel II en un retrato del siglo XIX

Muchas joyas no tenían como destino su propia persona, en algunos casos fueron exvotos piadosos y, en otros, regalos a sus familiares. En 1852 la reina encargó la realización de un conjunto de joyas a Narciso Soria para la Virgen de Atocha como donación en agradecimiento por haber resultado ilesa de un atentado perpetrado por el cura Merino, lote del que destaca la Corona del Niño de la Virgen de Atocha y que se encuentra en el Palacio Real de Madrid. También la reina encargó a Carlos Pizzala la confección de una tiara papal de oro, piedras preciosas y perlas para Pío IX en 1855 conservada en la Sacristía Pontificia de la Ciudad del Vaticano. Además, como regalo para su hija, la infanta Isabel de Borbón y Borbón, con motivo de su boda con Cayetano de Borbón-Dos Sicilias, conde de Girgenti, en mayo de 1868 se encargó la diadema de la casa Melleiro a la prestigiosa firma francesa de origen italiano, diadema que hoy es propiedad de la Casa Real Española.
La mayoría de las joyas de la extensa colección de Isabel II se han perdido, a pesar de que la soberana partió con ellas al exilio después de la Revolución de 1868. En primer lugar, la ausencia de marcaje en estas joyas dificulta su identificación, además, muchas de ellas se desmontaron y fundieron a lo largo de su reinado para confeccionar nuevas joyas acordes a las nuevas modas.
Sin embargo, la gran dispersión de joyas se produjo en 1878, cuando la ex-soberana subastó una gran cantidad de sus joyas para sufragar la compra y las reformas de su residencia parisina, el Palacio de Castilla, además de su tren de vida y la pensión vitalicia que tenía que pasar a su marido, Francisco de Asís. Tras su muerte en 1904 se produjo la dispersión de las joyas restantes entre sus hijas las infantas Isabel, Paz y Eulalia, su nuera la reina María Cristina de Habsburgo y su nieto Alfonso XIII.

## Las joyas de la Corona para las juras

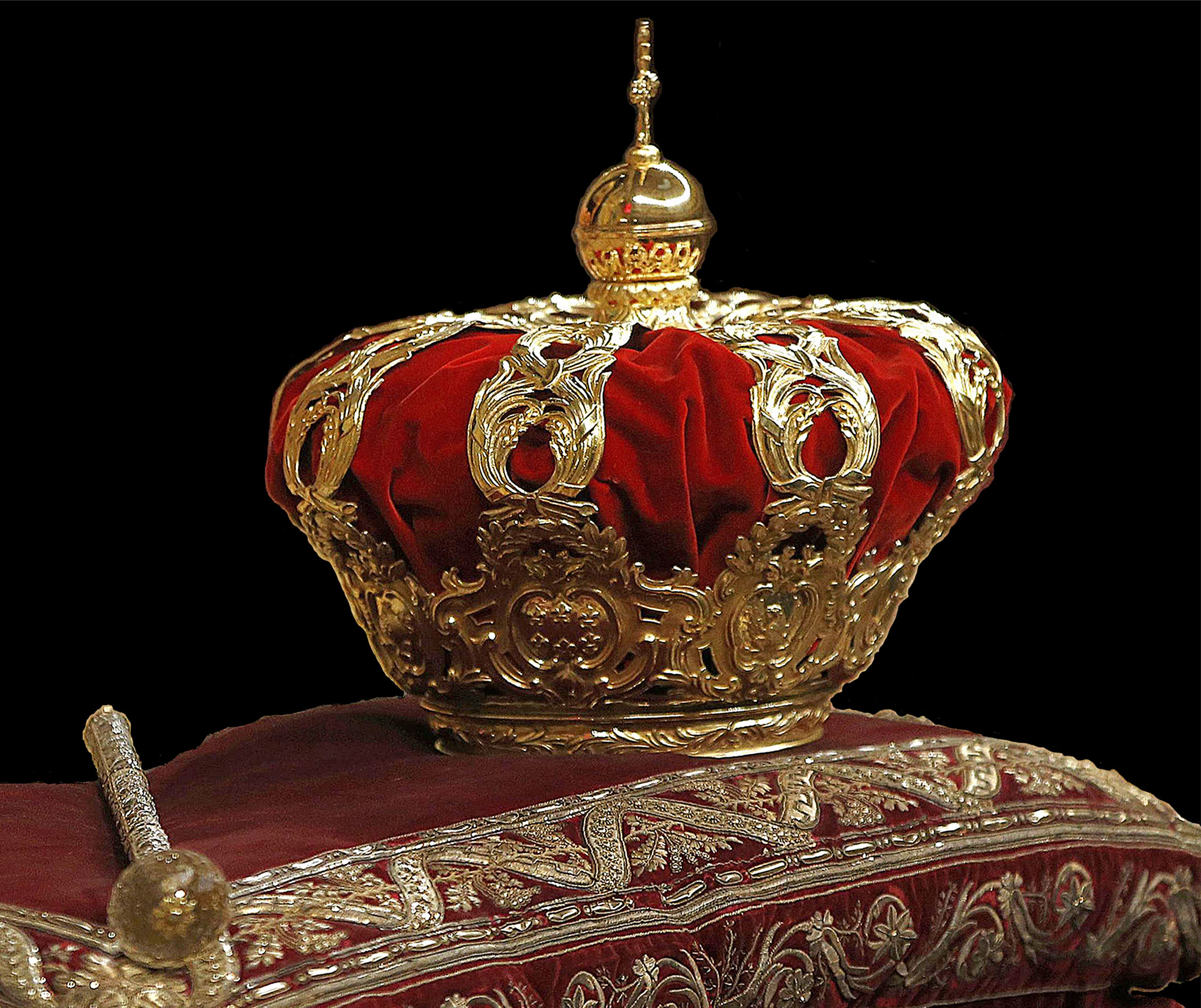
Corona tumular y bastón de España.

Con la institución de la monarquía liberal tras la muerte de Fernando VII, se instauró la ceremonia de jura de nuevo soberano frente a la Constitución y las Cortes, que representaban la soberanía nacional. Fue entonces cuando se buscaron una corona y un cetro que simbolizaran la Corona y su autoridad ante los diputados . 
Isabel II fue la primera que hizo uso de estas nuevas joyas para las juras cuando fue proclamada mayor de edad en 1843. Las mismas joyas presidieron las juras Alfonso XIII (1902), Juan Carlos I (1975) y Felipe VI (2014). 
Dichas joyas son: la corona, el cetro y la cruz de plata. 
- La corona real fue realizada por Fernando Velasco, platero de cámara de la Real Casa desde 1748, y tiene la marca de 1775. En una de las diademas figura también la fecha 1788, lo que indica que pudo sufrir algún deterioro o ser modificada en esa fecha. Posee en el cestillo las armas de los reinos de Castilla, León, Granada, Parma, Tirol y las flores de lis de los Borbones. Las coronas de laurel que ostenta aluden a la abundancia y también posee en su parte superior la bola del mundo u orbe y una cruz. Tiene 39 centímetros de alto, 18,5 de diámetro de aro y 40 centímetros de diámetro máximo. Está realizada en plata fundida, cincelada y dorada. Es de un estilo puramente neoclásico.[23]

- El cetro real probablemente sea de mediados del siglo XVII y de origen centroeuropeo. En el inventario realizado en 1701 a la muerte de Carlos II se menciona pero no aparece en ningún retrato hasta el siglo XIX. El bastón de mando mide 68 centímetros y está recubierto plata dorada con restos de esmalte y granates. Lo remata una esfera de cristal de roca.[23][24]

- El crucifijo de plata, de la colección del Congreso de los Diputados, del que se prescindió en la jura de Felipe VI.

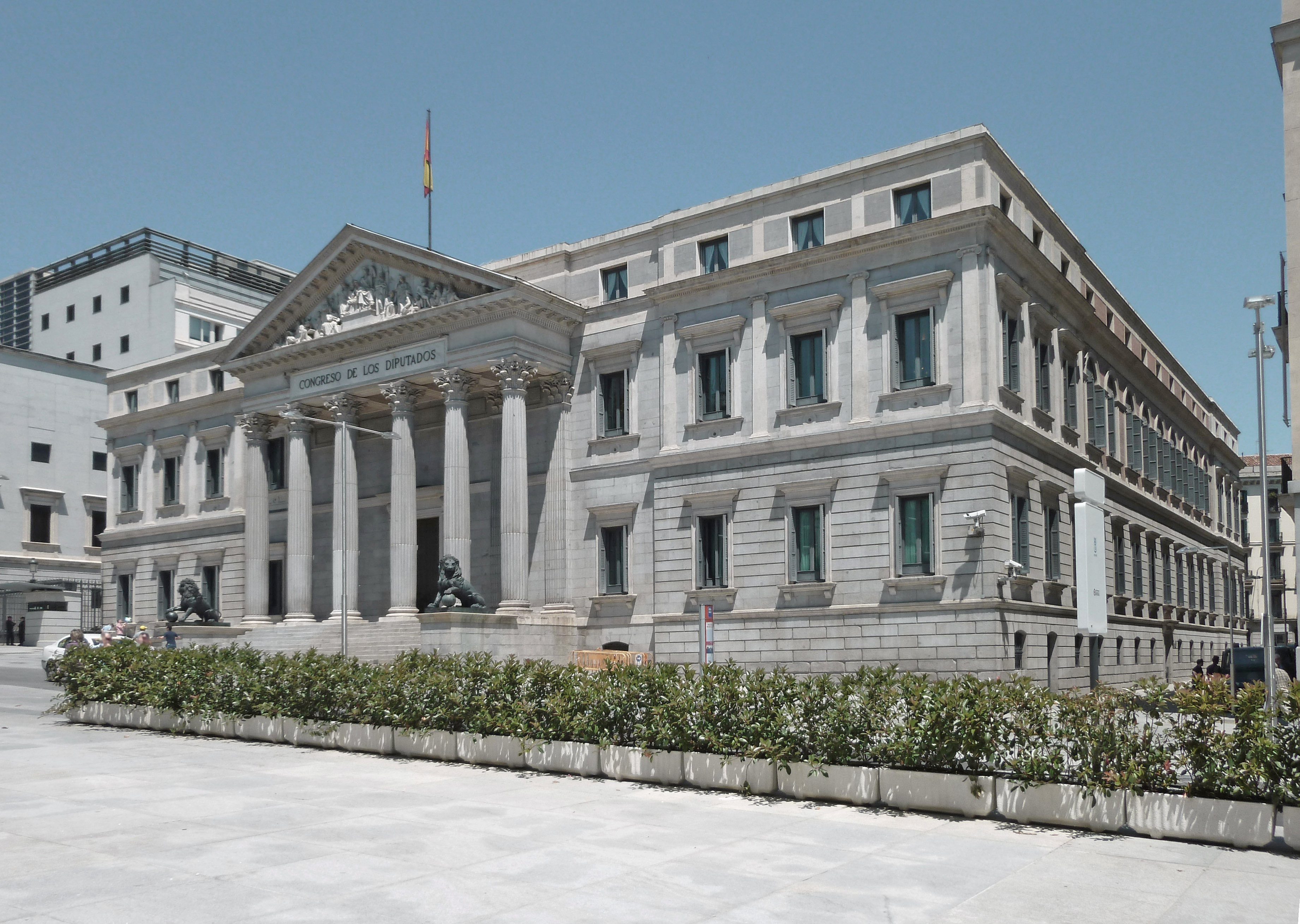
El Palacio de las Cortes en Madrid, lugar de las juras de Alfonso XIII, Juan Carlos I y Felipe VI.

La corona de plata sobredorada se usó también el 19 de enero de 1980, durante el funeral de estado con motivo de la llegada de los restos del rey Alfonso XIII desde Roma para su definitivo enterramiento en la Cripta Real del Monasterio de El Escorial. En la ceremonia el féretro fue colocado en el túmulo frente al altar de la iglesia del monasterio con la corona real encima.
Hasta 2014 la corona y el cetro se custodiaron en la sala blindada del Palacio Real. Ese año se trasladaron para ser expuestos a la nueva Sala de la Corona, situada en la antigua Cámara de María Cristina del Palacio Real de Madrid. En esta estancia también pueden contemplarse un collar de la Orden del Toisón de Oro ofrecido por Isabel II a la Virgen de Atocha, el sillón del Trono de Carlos III y la Mesa de las Esfinges, una obra maestra de estilo imperio consistente en un tablero compuesto por mármoles de colores y piedras duras sostenido por seis esfinges aladas de bronce sobredorado. Sobre esta mesa se firmaron el Tratado de Adhesión de España a las Comunidades Europeas y el documento de abdicación de Juan Carlos I. La Sala de la Corona está decorada con un conjunto de tapices y otros muebles de menor importancia pertenecientes a las colecciones de Patrimonio Nacional.
Otra pequeña corona, regalo de la Asociación de joyeros de Mallorca, le fue regalada al rey Juan Carlos I en 1991. Esta no mide más de 7,5 y por ahora no ha sido mostrada en público en ninguna ocasión.

### Coronaciones en España
Cada uno de los reinos cristianos peninsulares tuvo diferentes ceremonias de coronación, proclamación o jura al comienzo de los reinados o como reconocimiento de cada uno de los diferentes territorios que los componían. Para el caso de los territorios vascos (Álava, Guipúzcoa, Vizcaya y el reino de Navarra), el rey o reina era alzado sobre un escudo por los ricoshombres.
El diseño de la corona de Alfonso VIII de Castilla, que se conserva en el Monasterio de Santa María la Real de Las Huelgas (Burgos) era de corona mural, con castillos en vez de hojas de acanto, como tuvo la posterior corona real (paradójicamente, la corona mural fue la elegida posteriormente para el escudo republicano).
Se ha destacado el uso solemne que Alfonso XI de Castilla hacía de la corona, especialmente en un acto en Sevilla en 1340, en el que fue colocada en un estrado junto a una espada, para simbolizar al reino y asimilar el hecho de honrar la corona al de honrar la tierra, expresiones que aparecían en el Código de las Siete Partidas.
Ya en la Edad Moderna, todos los reyes de la Monarquía Hispánica, así como los reyes de España de la Edad Contemporánea, tanto en el Antiguo Régimen como en el régimen liberal, han recibido la dignidad real por proclamación, no por coronación. Si bien Carlos I de España y V de Alemania fue coronado en Aquisgrán como Emperador del Sacro Imperio Romano Germánico.
La ascensión al trono del rey Juan Carlos I de España estuvo marcada por dos ceremonias: una de proclamación y jura en el Palacio de las Cortes, el 22 de noviembre de 1975 y otra, el 27 de noviembre, en la Iglesia de San Jerónimo el Real con una misa de Espíritu Santo presidida por el arzobispo de Madrid Vicente Enrique y Tarancón y emitida en Televisión Española.
La ascensión al trono de Felipe VI contó con la ceremonia en el Palacio de las Cortes, sede del Congreso de los Diputados, que tuvo lugar el 19 de junio de 2014, y el 22 de junio la familia, de convicciones católicas, decidió organizar una misa privada en una pequeña capilla del Palacio de la Zarzuela presidida por el arzobispo de Madrid Rouco Varela y el arzobispo castrense Juan del Río.

## Las joyas privadas
A pesar de la ausencia de Joyas de la Corona, la Familia Real española disfruta, en la actualidad, de una notable colección de joyas. La mayoría de ellas pertenecieron a la reina Victoria Eugenia, que, gran amante de las joyas de alto valor, encargó varias piezas tras su boda con el rey Alfonso XIII. En 1906, el valor de su ajuar ascendía a más de 2.300.000 pesetas. En su testamento estableció que parte de sus joyas más valiosas (diademas, collares, condecoraciones, etc.) tendrían que asignarse al conde de Barcelona y especificó que éstas debían quedar vinculadas al Jefe de la Casa Real española, independientemente de si reinaba o no. La condesa de Barcelona, bautizó este conjunto como "joyas de pasar".

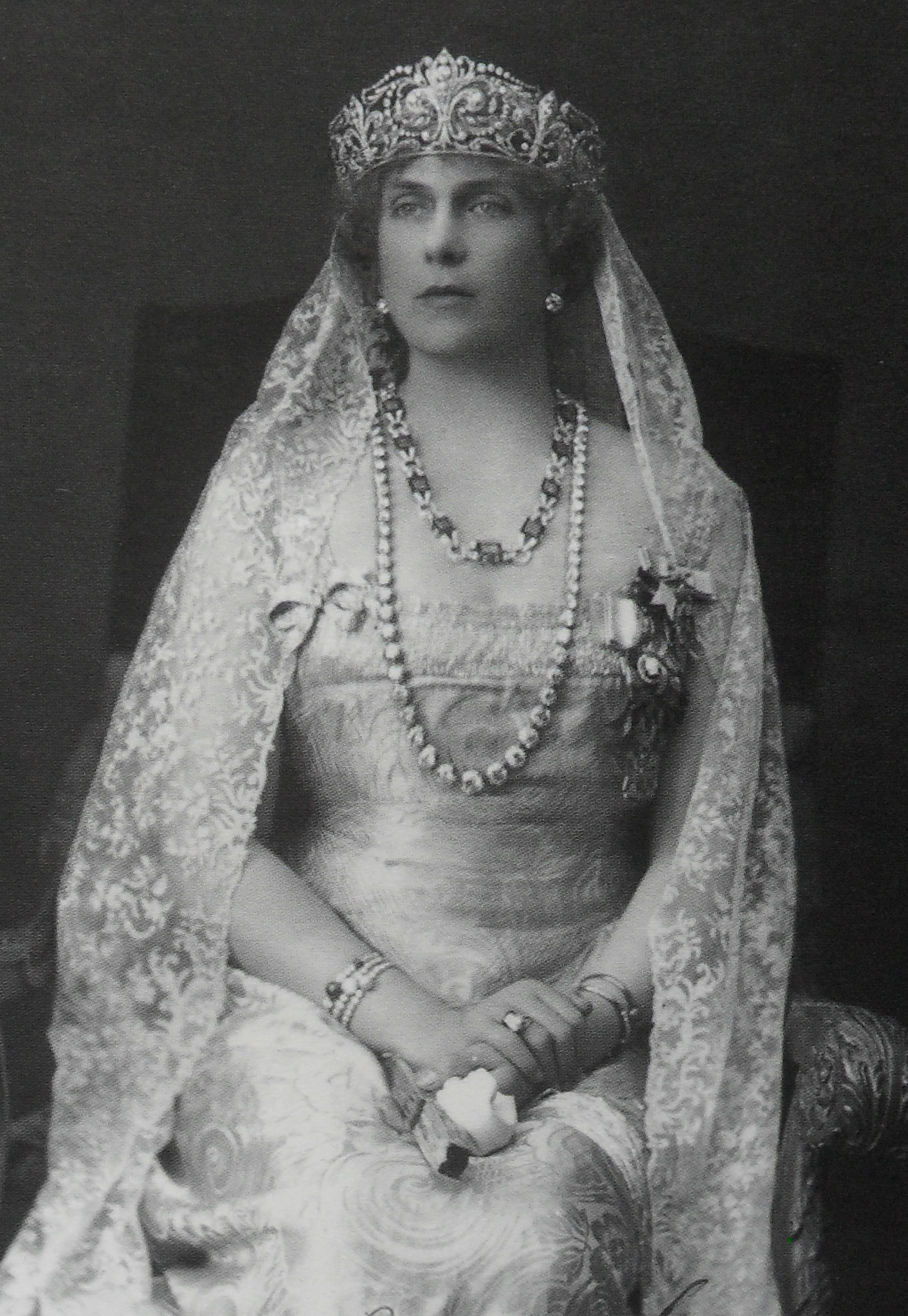
Retrato de la reina Victoria Eugenia portando la diadema de las lises, el collar de chatones de diamantes y las esmeraldas regalo de la emperatriz Eugenia de Francia.

### Diademas de la familia real española
En la actualidad, la Familia Real posee una serie de diademas de titularidad privada.
- Tiara Flor de Lis o diadema de las lises, regalada a la reina Victoria Eugenia en su boda por Alfonso XIII (1906). Forma parte de las conocidas como "Joyas de pasar".
- Tiara Mellerio o diadema de la infanta Isabel (La Chata), también conocida como de las conchas, realizada por la Casa Mellerio (1867). Fue comprada por la reina Isabel II para su hija como regalo de boda en 1868.
- Tiara Rusa o diadema de perlas y brillantes de la reina María Cristina de Habsburgo, realizada por el joyero diamantista Francisco Marzo (1886).
- Tiara Cartier o diadema de la casa Cartier (1920), de estilo art-decó.
- Tiara Prusiana o diadema prusiana (1913), regalada por el káiser Guillermo II a la princesa Victoria Luisa de Prusia, heredada a través de ésta por la reina Sofía. Fue llevada por la princesa Letizia durante sus esponsales en 2004.
- Tiara Floral o diadema floral, se trata de un regalo personal de Francisco Franco a la reina Sofía con motivo de su boda en 1962. Fue lucida por la infanta Cristina el día de su boda.
- Tiara Princesa o diadema de perlas y flor de lis, regalo de la Casa Ansorena a la princesa Letizia (2006). Aunque en un principio se relacionó la tiara con un regalo del príncipe Felipe a su esposa, fue la propia joyería la que en 2010, en un artículo en la revista ¡Hola!, confirmó que el regalo fue una idea que surgió de ellos mismos.

## Galería de imágenes

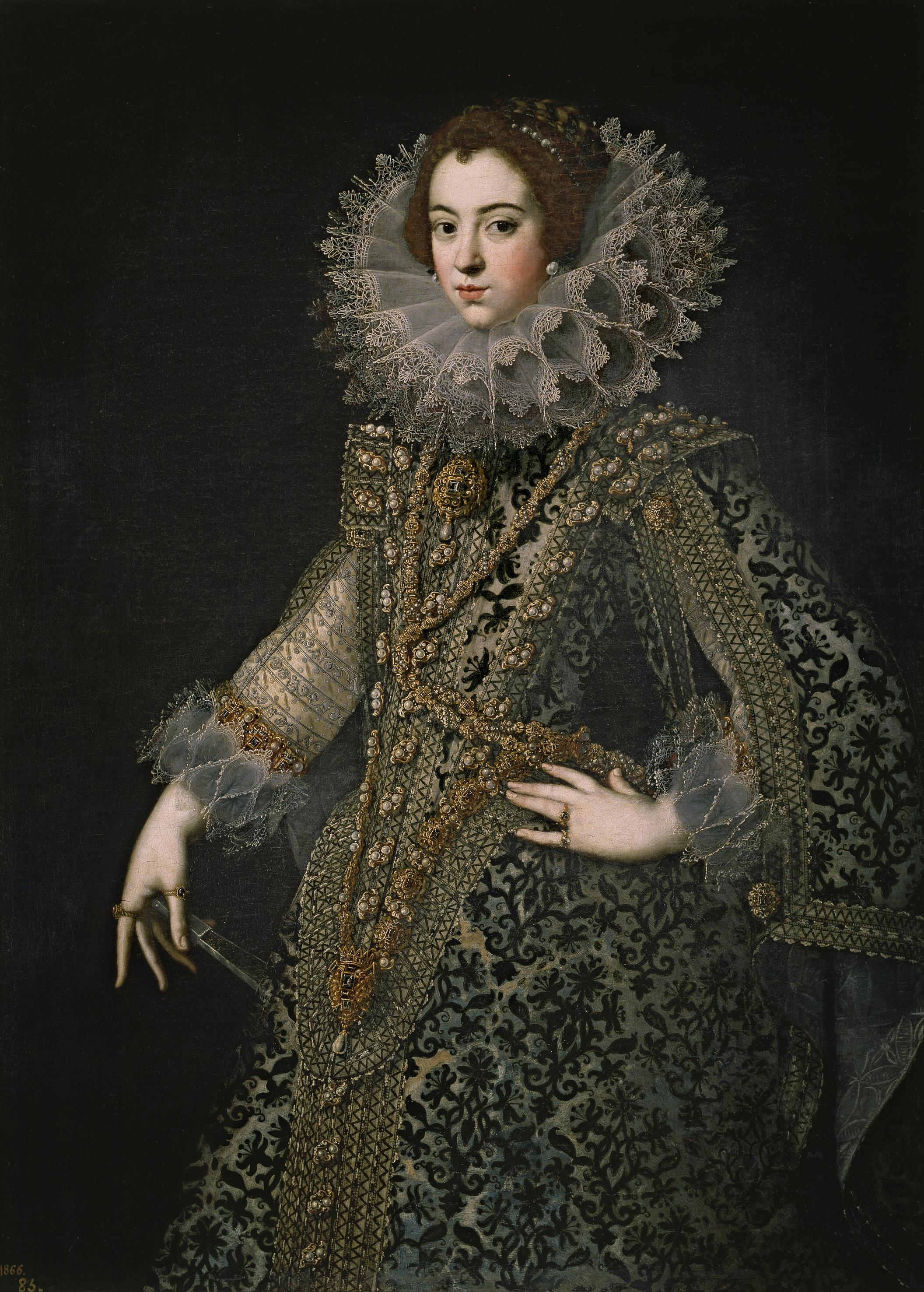
Isabel de Borbón luciendo el Joyel Rico de los Austrias, anónimo español hacia 1630.
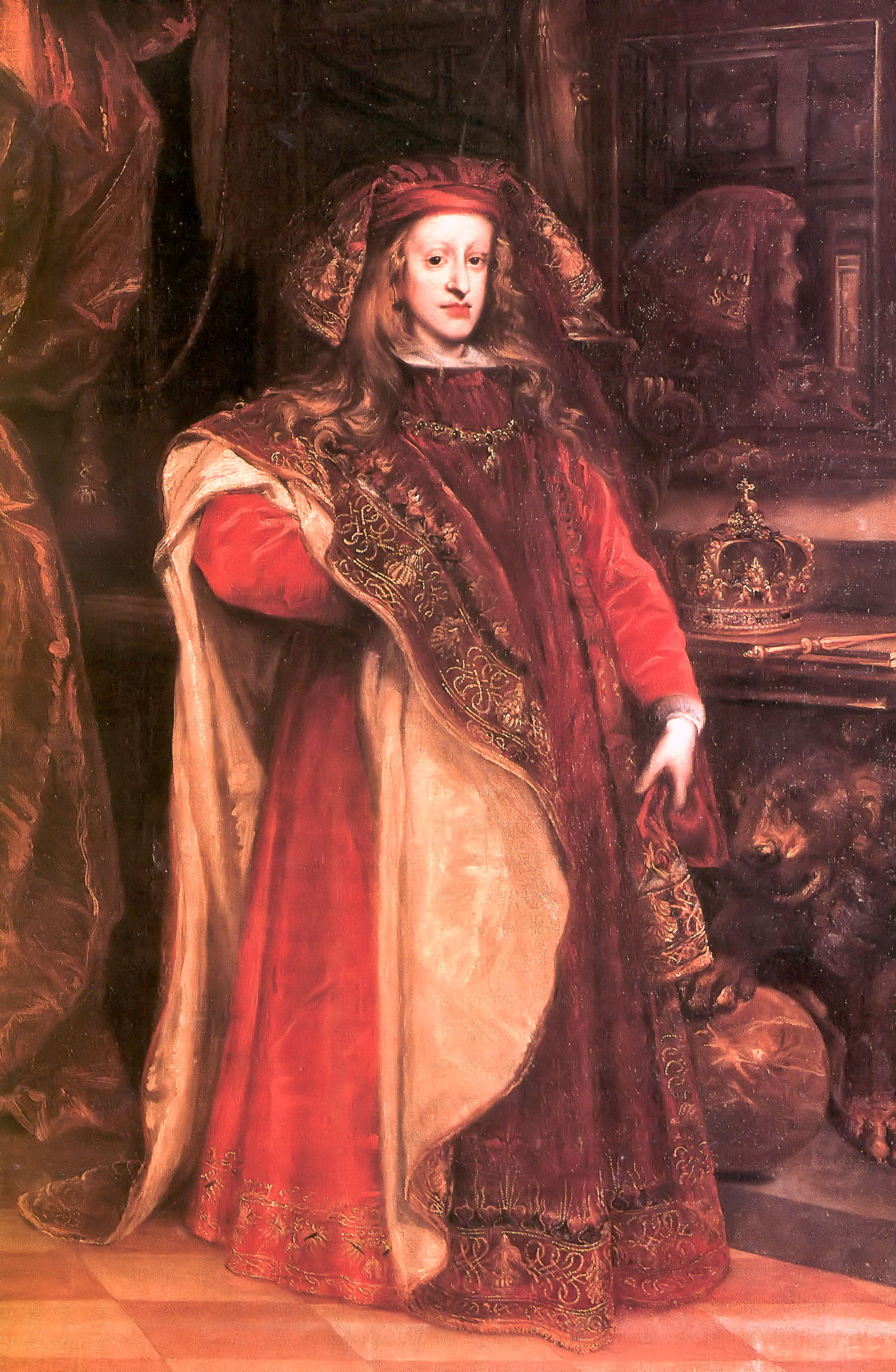
Carlos II ante la corona, por Carreño de Miranda.
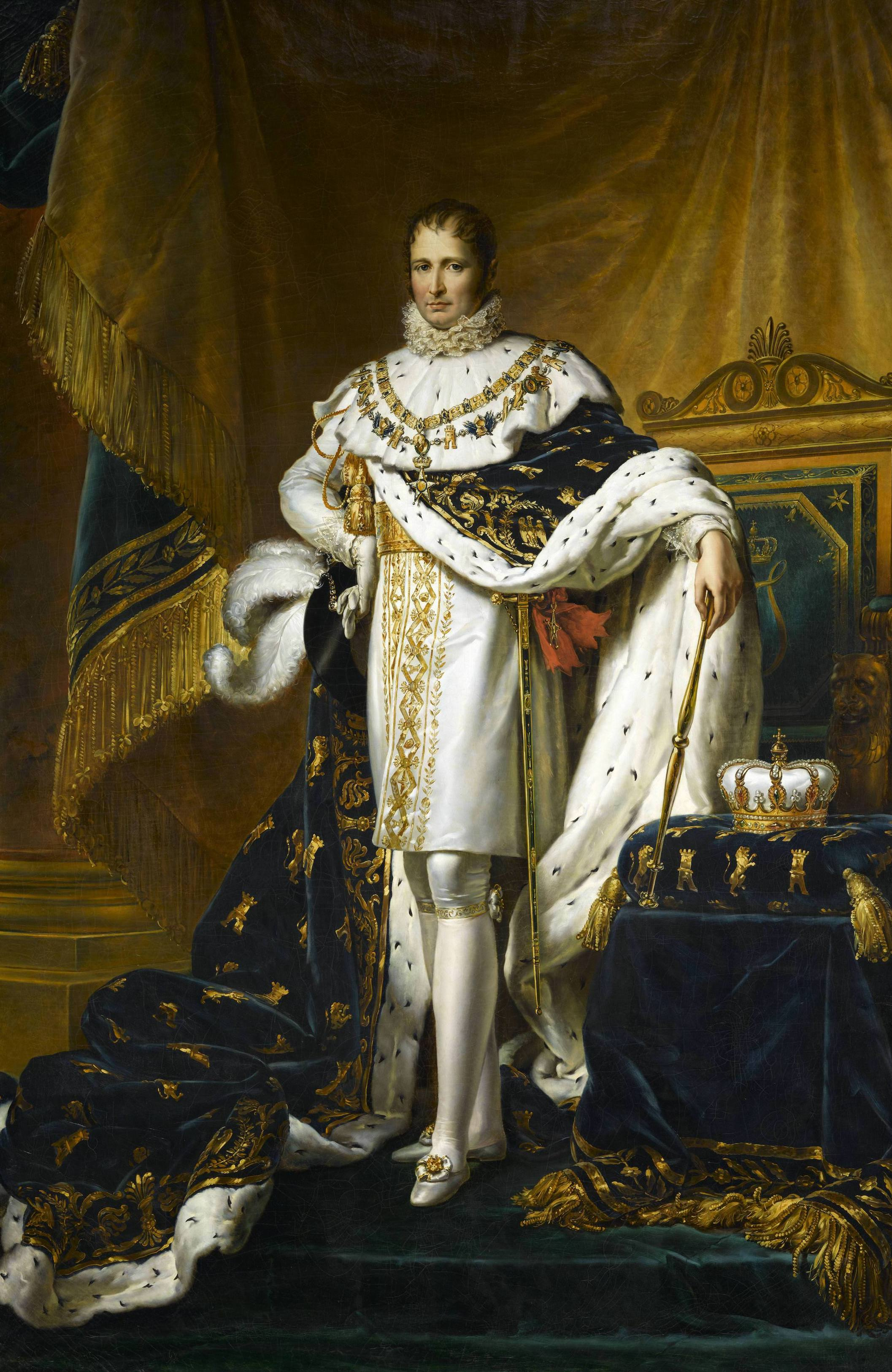
José Bonaparte ante la corona, por François Gérard.
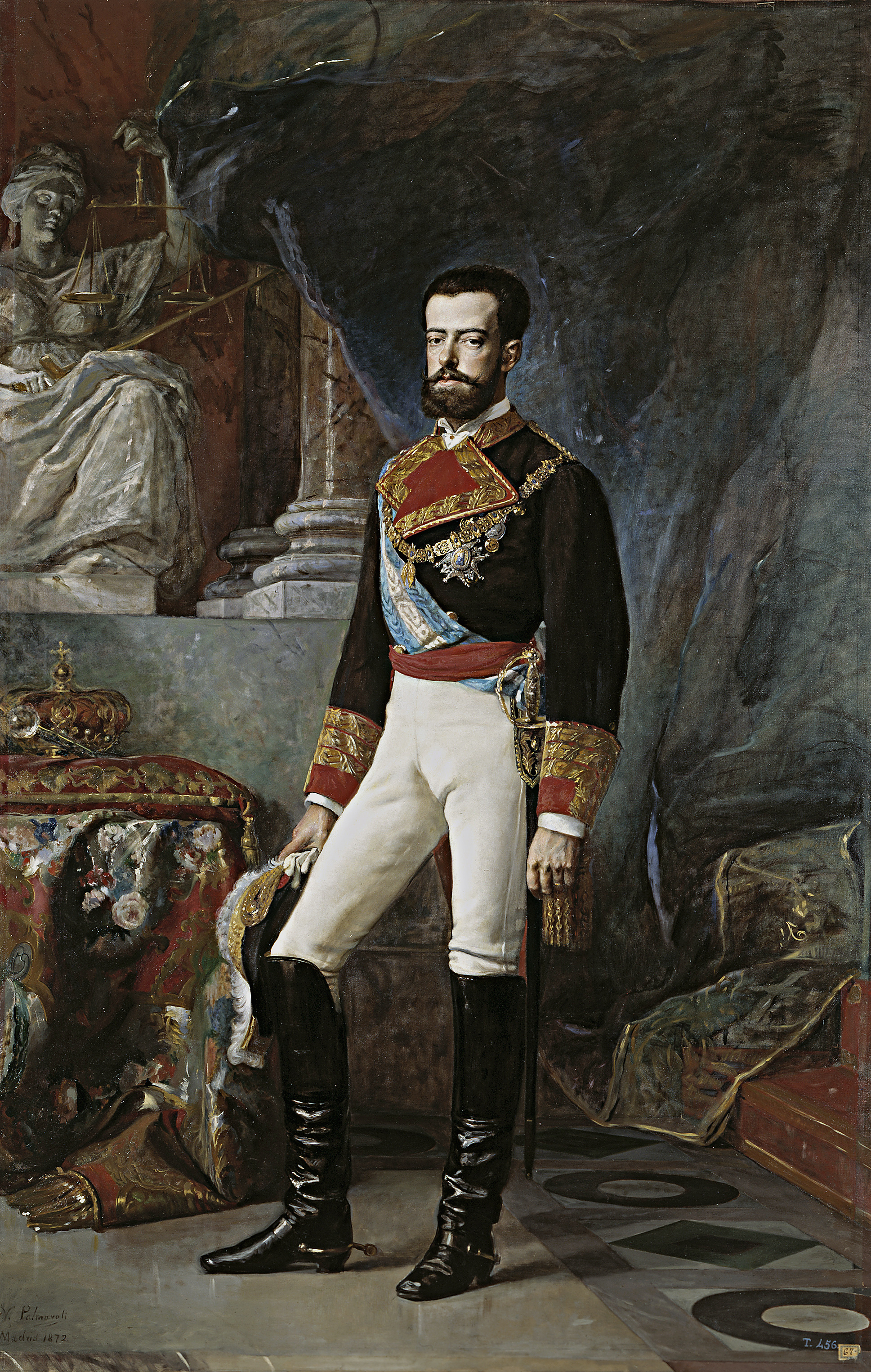
Amadeo de Saboya ante la corona, por Vicente Palmaroli.
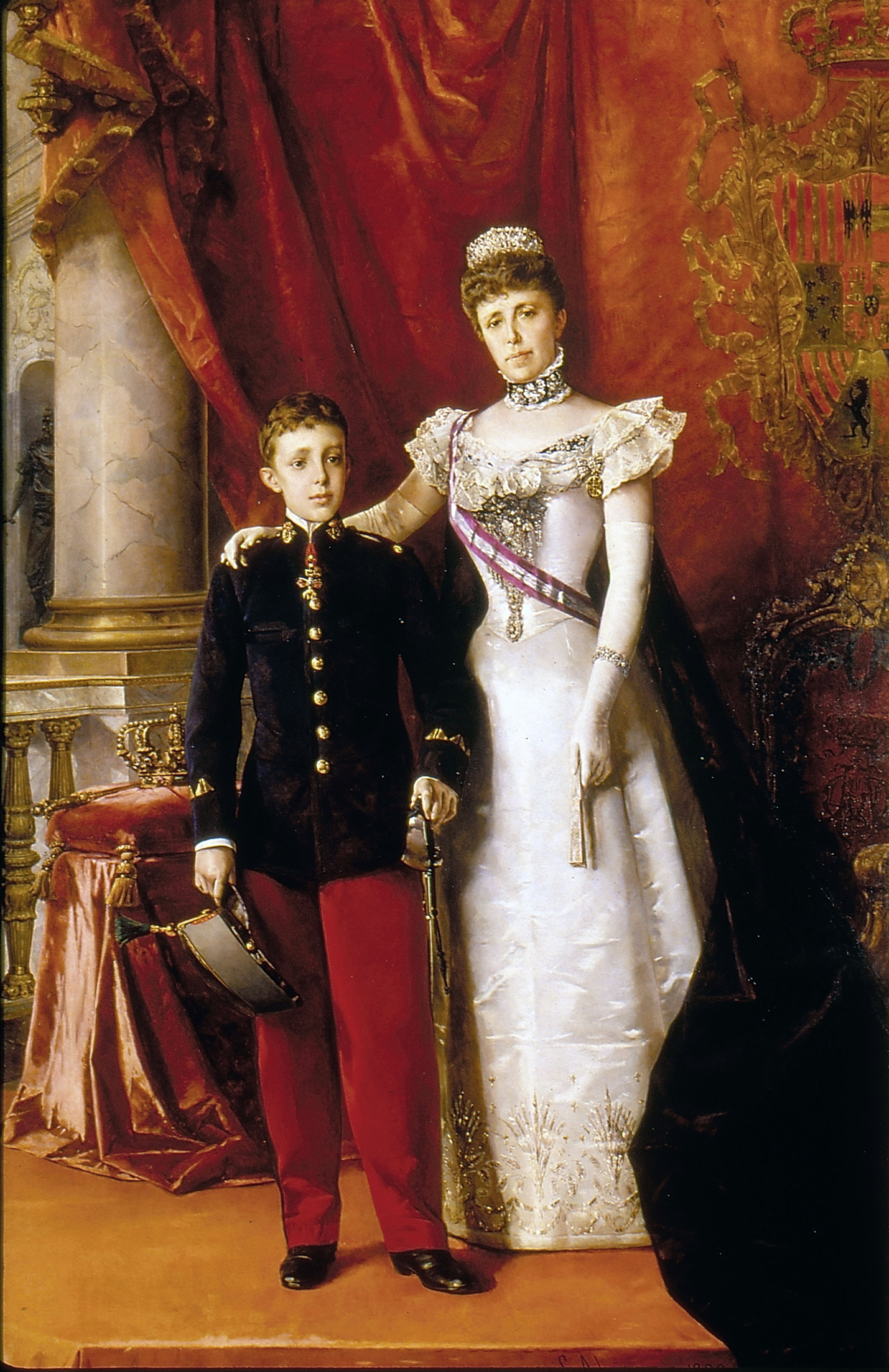
Alfonso XIII y su madre, la reina regente María Cristina, ante la corona, por Luis Álvarez Catalá.